# Rio Tisza
Percurso do rio Tisza
O rio Tisza é um importante rio da Europa Central, sendo o segundo rio mais importante da Hungria. Nasce nos Cárpatos a 2 020 metros de altitude e corre por 966 km atravessando cinco países: a Ucrânia, a Romênia, a Hungria, a Eslováquia e a Sérvia. Desagua no rio Danúbio na região autônoma sérvia da Voivodina nas proximidades da cidade de Novi Sad. Outras importantes cidades em seu percurso são Sighetu Marmației, Khust, Szolnok, Szeged e Bečej.
Sua bacia hidrográfica é de 156 087 km², sendo navegável na maior parte do seu percurso.
O Tisza sempre foi um rio sujeito a cheias, tendo sido alvo no século XIX de alterações do leito de modo a impedi-las, sob iniciativa de István Széchenyi.

## Nomes
Na Antiguidade, o rio era conhecido por Tisia e Tissus (em  latim) e Πάθισσος (Pathissus) em grego antigo; Plínio, Naturalis historia, 4.25). É denominado Theiß em alemão, Tibisco em italiano; a forma francesa Tibisque, já caiu em desuso.
Nomes modernos para o Tisza nos idiomas dos países pelos quais corre:
- em romeno:  Tisa
- em ucraniano:  Тиса, transl. Tysa
- em eslovaco:  Tisa
- em húngaro:  Tisza
- em sérvio:  Тиса / Tisa

## Galeria de imagens

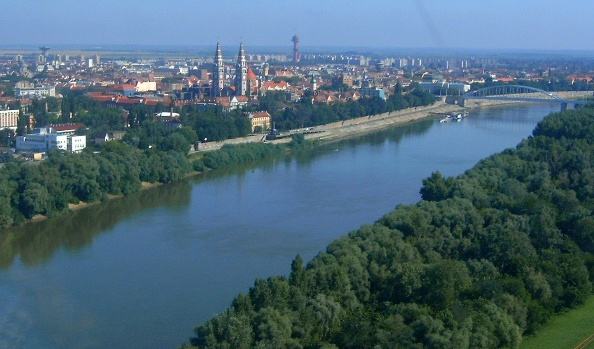
O Tisza em Szeged, Hungria
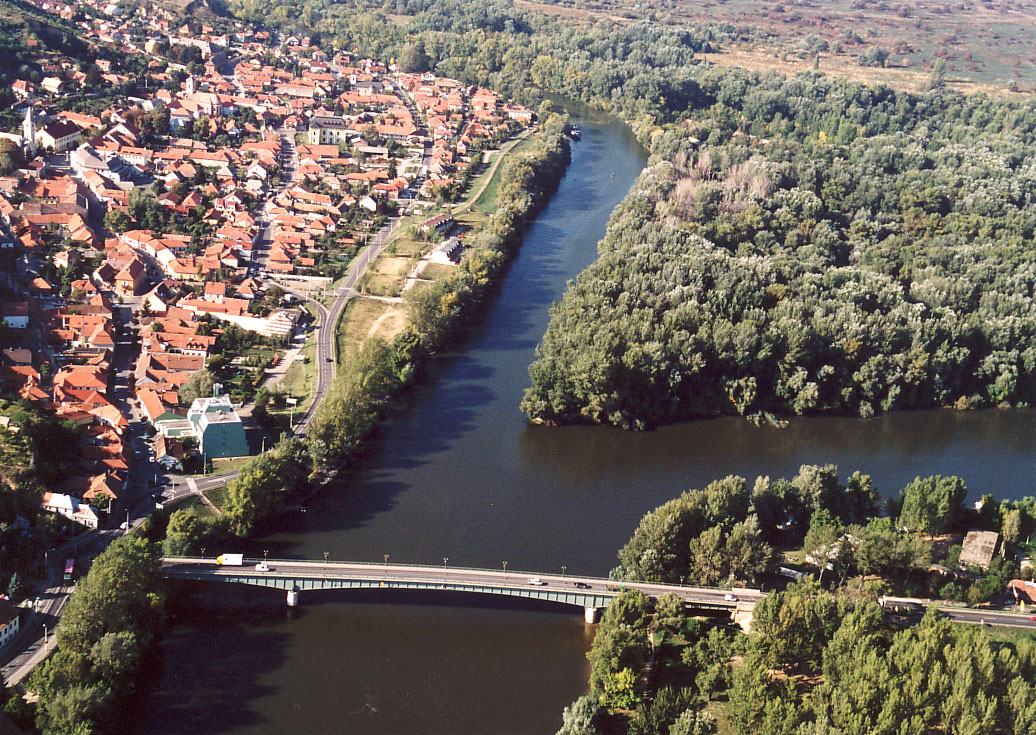
O Tisza e os campos de produção de Tokaji